# Tita (Maler)

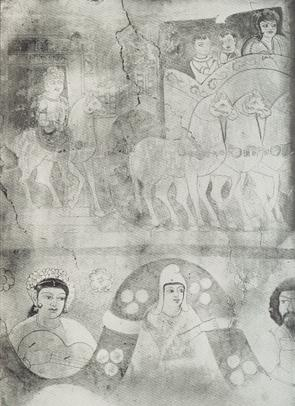
Wandmalerei aus M V, die von Tita gemalt wurde

Tita war ein Maler, der im 3. Jahrhundert n. Chr. in Miran, in Serindien (Zentralasien, im heutigen China) belegt ist. Im Tempel M. V in Miran, bei der es sich um ein mehrstöckiger Stupa handelte, fanden sich Wandmalereien, darunter eine mit der Kharosthi-Inschrift:
Dieses Fresko ist das Werk des Tita, der dafür 3000 Bhammakas bekam.
Es wurde vermutet, dass es sich bei dem Namen Tita um die Transliteration des lateinischen Namens Titus handelt. Die Malereien zeigen in der Tat westlichen Einfluss. Künstlersignaturen sind in Zentralasien dieser Zeit auch sonst gut bezeugt.